# 瓦西里基夫斯凱 (札波羅熱州)
48°1′5″N 35°37′41″E / 48.01806°N 35.62806°E
瓦西里基夫斯凱（羅馬化：Vasylkivske）是位於烏克蘭南部扎波羅熱州扎波羅熱区米哈伊洛-盧卡舍韋市鎮的村莊。該村距離貝雷斯托韋3公里，始建於1920年，面積1.979平方公里。